# Jerzy Pelc

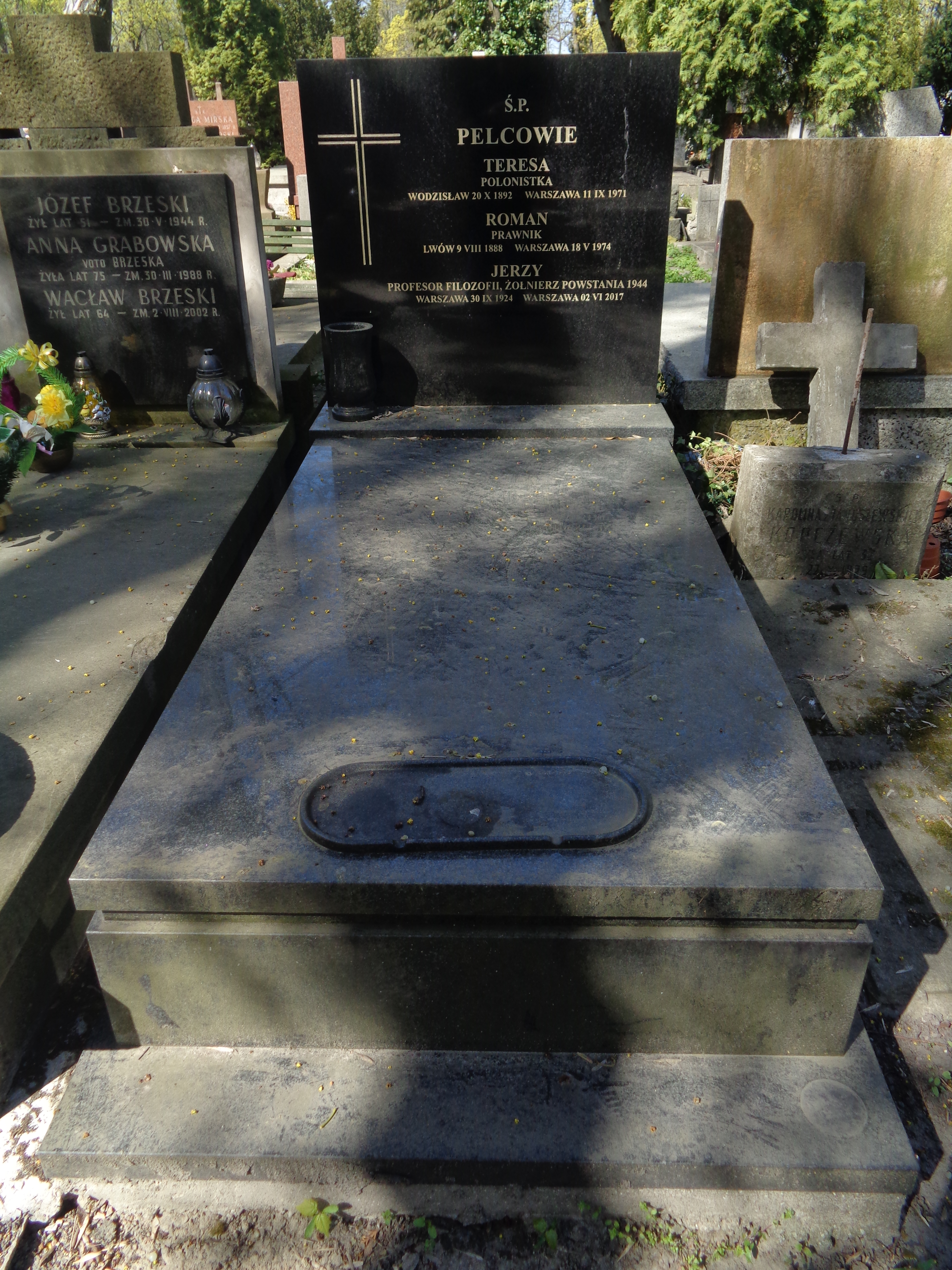
Grób Jerzego Pelca na cmentarzu Powązkowskim w Warszawie

Jerzy Pelc (ur. 30 września 1924 w Warszawie, zm. 2 czerwca 2017 tamże) – polski filozof, semiotyk i logik, od 1971 profesor Uniwersytetu Warszawskiego i Instytutu Filozofii i Socjologii PAN.

## Życiorys
Urodził się w Warszawie, w rodzinie Romana i Teresy z domu Dmochowskiej. Od 1934 uczęszczał do Prywatnego Gimnazjum Zboru Ewangelicko-Augsburskiego im. Mikołaja Reya, równocześnie był harcerzem 8. Warszawskiej Drużyny Harcerzy im. Kazimierza Pułaskiego, od 1936 uczył się w Gimnazjum i Liceum im. Stefana Batorego, gdzie został członkiem 23. Warszawskiej Drużyny Harcerzy im. Bolesława Chrobrego („Pomarańczarnia”).
Podczas okupacji niemieckiej, w latach 1939–1942 kontynuował naukę na tajnych kompletach Gimnazjum i Liceum im. Stefana Batorego (matura 1942). Od 1942 studiował filozofię i polonistykę na tajnym Uniwersytecie Warszawskim. Od 1941 działał w konspiracji jako żołnierz Armii Krajowej i nauczyciel w tajnych kompletach gimnazjalnych i licealnych Szarych Szeregów. Uczestnik powstania warszawskiego ps. „Warecki”, kolega Krzysztofa Baczyńskiego.
Po wojnie, w Krakowie kontynuował studia na Filozofii i Polonistyce Uniwersytetu Jagiellońskiego, od listopada 1945 na Uniwersytecie Warszawskim, gdzie w styczniu 1946 uzyskał stopień magistra. Jego nauczycielami na filologii byli przede wszystkim Witold Doroszewski i Julian Krzyżanowski, a na filozofii – Tadeusz Kotarbiński. W marcu 1951 otrzymał stopień doktora nauk humanistycznych, w 1961 doktora habilitowanego - Instytut Filozofii i Socjologii PAN, w 1971 otrzymał tytuł naukowy profesora nadzwyczajnego, a w 1979 - profesora zwyczajnego.
Jego zainteresowania skupiły się wokół zagadnień semiotyki. Od 1970 był redaktorem naczelnym „Studiów Semiotycznych”, a w latach 1972–1994 kierował Zakładem Semiotyki Logicznej Uniwersytetu Warszawskiego. Od 1973 nieprzerwanie prowadził seminarium Logika języka naturalnego oraz kurs semiotyki logicznej. Zajmował się filozofią języka, logiką języka, semiotyką teoretyczną, metodologią semiotyki, a w zakresie studiów magisterskich polonistyką (językoznawstwem i literaturoznawstwem). 
Był m.in. przewodniczącym International Association for Semiotic Studies oraz przewodniczącym honorowym Institut International de Philosophie – najważniejszych międzynarodowych organizacji semiotycznych i filozoficznych.
Zajmowane stanowiska, pełnione funkcje:
- Wiceprezes Kasy im. Józefa Mianowskiego – Fundacja Popierania Nauki,
- Przewodniczący Komitetu Etyki w Nauce przy Prezydium PAN,
- Członek Komitetu Nauk Filozoficznych PAN,
- Prezes Polskiego Towarzystwa Semiotycznego,
- Członek Rady Języka Polskiego PAN,
- Członek Rady Naukowej Zespołu Badawczego Prakseologii im. Tadeusza Kotarbińskiego IF WFiS UMCS,
- Członek krajowy rzeczywisty Towarzystwa Naukowego Warszawskiego,
- Członek krajowy korespondent Wydziału Historyczno-Filozoficznego PAU,
- Przewodniczący honorowy International Association for Semiotic Studies – Association Internationale de Sémiotique,
- Przewodniczący honorowy Institut International de Philosophie.

Zmarł w Warszawie, pochowany 12 czerwca 2017 w grobie rodzinnym na cmentarzu Powązkowskim (kwatera 141-1-13).

## Książki
- Poglądy Rudolfa Carnapa na kwestie znaczenia i oznaczania. Przegląd, Ossolineum, Wrocław, Warszawa 1960 (rotaprint; streszczenie i częściowe tłumaczenie trzech prac Carnapa).
- O użyciu wyrażeń, Ossolineum, Wrocław 1971.
- Studies in Functional Logical Semiotics of Natural Language, The Hague 1971 (seria Mouton Janua Linguorum 90).
- Wstęp do semiotyki, Wiedza Powszechna, Warszawa 1981, 1984 (seria Omega).
- Wizerunki i wspomnienia. Materiały do dziejów semiotyki, Zakład Semiotyki Logicznej UW, Polskie Towarzystwo Semiotyczne, Warszawa 1994. (Seria: Biblioteka Myśli Semiotycznej 30; przedstawieni są tu między innymi Tadeusz Kotarbiński, Władysław Tatarkiewicz, Tadeusz Czeżowski, Kazimierz Ajdukiewicz, Julian Krzyżanowski, Roman Ingarden, Mieczysław Wallis, Jerzy Kuryłowicz, Witold Doroszewski, Izydora Dąmbska, Seweryna Łuszczewska-Romahnowa, Stefan Żółkiewski, Tadeusz Wójcik).

## Redakcje
- Logika i język. Studia z semiotyki logicznej, tłum. Jerzy Pelc, PWN, Warszawa 1967.
- Semiotyka polska 1894–1969, PWN, Warszawa 1971.
- Encyclopedic Dictionary of Semiotics, 3 tomy, Mouton De Gruyter, Berlin, New York, Amsterdam 1986; 1994.
- Język współczesnej humanistyki, Polskie Towarzystwo Semiotyczne, Warszawa 2000 (seria: Biblioteka Myśli Semiotycznej, t. 46; manifest antyirracjonalizmu, zwłaszcza antypostmodernizmu.

## Wybrane artykuły
- Funkcjonalne podejście do semiotyki logicznej języka naturalnego, [w:] „Studia Filozoficzne” nr 2, s. 109–134, 1967.
- Symptom and symbol in language, w: Dascal, Marcelo et al. Philosophy of Language, vol. 2, Berlin, New York, Mouton de Gruyter, s. 1292–1313.
- Theory formation in semiotics, [w:] Posner, Roland et al. Semiotics, vol. 1, Berlin, New York 1977, Mouton de Gruyter, s. 617–643.
- Understanding, explanation, and action as problems of semiotics, [w:] Posner, Roland et al. Semiotics, vol. 1, Berlin, New York 1977, Mouton de Gruyter, s. 644–667.
- Głos laika w sprawie klonowania ludzi, „Przegląd Filozoficzny” 2001 nr 3, s. 5–24.
- Odkąd zaczyna się człowiek? Konsekwencje wyboru definicji, „Przegląd Filozoficzny” 2001 nr 3, s. 25–29.
- Sprawa pomnika Tadeusza Kotarbińskiego w Bibliotece Uniwersytetu Warszawskiego, „Ruch Filozoficzny” 2004 tom 61 nr 4, s. 535–547.

## Księgi honorowe
- Jacek Juliusz Jadacki, Witold Strawiński (red.), W świecie znaków. Księga pamiątkowa ku czci profesora Jerzego Pelca, Polskie Towarzystwo Filozoficzne, Warszawa 1996 (artykuły w języku polskim oraz bibliografia do 1995).
- Jacek Juliusz Jadacki, Witold Strawiński (red.), In the World of Signs. Essays in honour of Professor Jerzy Pelc, Rodopi, Amsterdam-Atlanta 1998.

## Odznaczenia
- Srebrny Medal „Zasłużony Kulturze Gloria Artis” (2008)[10]
- Medal ZAiKS-u (1998)[11]
- Honorowa Odznaka ZAiKS-u (2009)[11]